# آلک داگلاس-هیوم
بارون الکساندر فردریک داگلاس هیوم (به انگلیسی: Alexander "Alec" Frederick Douglas-Home)؛ ۲ ژوئیه ۱۹۰۳ – ۹ اکتبر ۱۹۹۵) سیاستمدار بریتانیایی از حزب محافظه کار (بریتانیا) او بمدت شش سال که از ۱۹۳۱ در مجلس عوام بود و کمک پارلمانی نویل چمبرلن بحساب می آمد و بخاطر طرفداری از او در جریانات قبل از جنگ جهانی دوم و پیمان مونیخ از محبوبیتش کاسته شد.
در ۱۹۵۰ بدنبال مرگ پدرش عضو مجلس لردها شد. در زمان نخست وزیری وینستون چرچیل و آنتونی ایدن و همچنین هارولد مک میلان او به‌طور فزاینده‌ای یکسری مقام‌های مهم را بدست گرفت که شامل رهبری مجلس لردها و همچنین وزارت امور خارجه از ۱۹۶۰ تا ۱۹۶۳ می‌شد. در شغل آخری از ایالات متحده آمریکا در مورد بحران موشکی کوبا پشتیبانی کرد. او همچنین امضاکننده پیمان محدود کننده آزمایشات اتمی از طرف پادشاهی متحده در اگوست ۱۹۶۳ با آمریکا و اتحاد جماهیر شوروی بود.
در اکتبر ۱۹۶۳ مک میلان بعلت بیماری استعفا داد و هیوم جانشینش شد و تا اکتبر سال بعد در این مقام بود. در دیدگاه عمومی اینکه نخست وزیر رهبر مجلس لردها باشد قابل قبول نبود وزرای مک میلان حاضر نشدند برای او هم وزیر باشند و در کابینه او خدمت کنند؛ و همچنین به وسیلهٔ حزب کارگر بریتانیا و رهبر این حزب هارولد ویلسون به بحران کشیده شد. حزب محافظه کار موقعیت خود را به عنوان حزب حاکم که از ۱۹۵۱ در اختیار داشت از دست داد. هوم در حقیقت دومین کابینه کم عمر بریتانیا در قرن بیستم را اداره کرد. در ۱۹۶۴ در انتخابات عمومی شکست خورد و از ریاست حزب استعفا داد. با این حال از ۱۹۷۰ تا ۱۹۷۴ عضو کابینه ادوارد هیس بود. پس از شکست هیس در ۱۹۷۴ به مجلس لردها بازگشت و کمی بعد خود را از مشاغل سیاسی بازنشسته کرد.

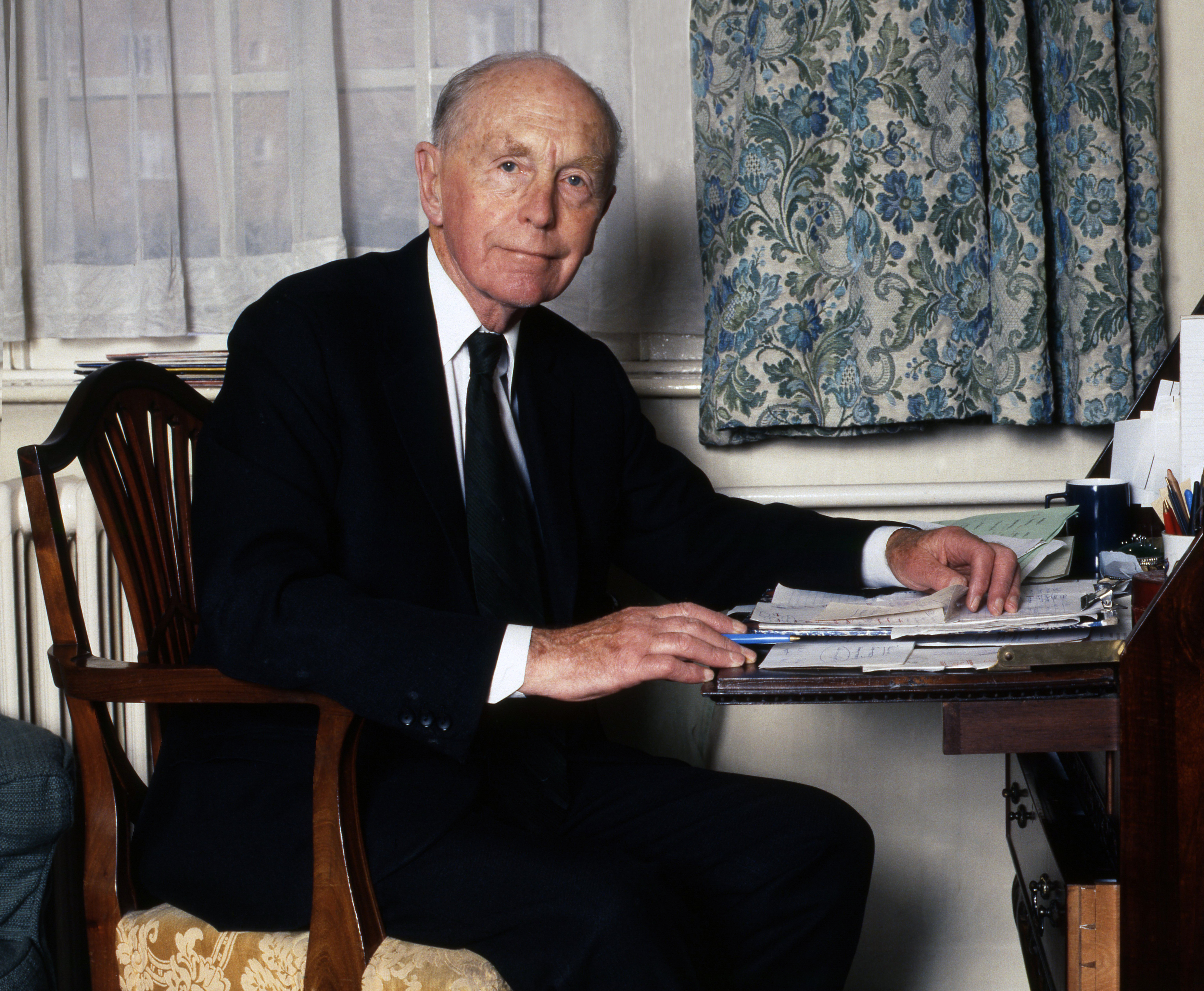

آلک داگلاس-هیوم در ۹ اکتبر ۱۹۹۵ در سن ۹۲ سالگی درگذشت.